# Дембінкі (Новодворський повіт)
Дембінкі (пол. Dębinki) — село в Польщі, у гміні Насельськ Новодворського повіту Мазовецького воєводства.
Населення — 269 осіб (2011).
У 1975-1998 роках село належало до Цехановського воєводства.

## Демографія
Демографічна структура станом на 31 березня 2011 року:
|          | Загалом | Допрацездатний вік | Працездатний вік | Постпрацездатний вік |
| -------- | ------- | ------------------ | ---------------- | -------------------- |
| Чоловіки | 138     | 38                 | 91               | 9                    |
| Жінки    | 131     | 27                 | 84               | 20                   |
| Разом    | 269     | 65                 | 175              | 29                   |